# Damasonium
Damasonium es un género de plantas acuáticas perteneciente a la familia Alismataceae. Tiene una distribución cosmopolita.

## Descripción
Son plantas acuáticas herbáceas perennes. Las hojas son basales, flotantes o aéreas. Las flores son hermafroditas con una o muchas cabezas en umbelas, racimos o panículas. Tiene seis estambres, 6-9 carpelos en una cabeza. 

## Especies
- Damasonium alisma Mill.
- Damasonium bourgaei Coss. (1849).
- Damasonium californicum Torr. in G.Bentham (1857).
- Damasonium constrictum Juz. (1933).
- Damasonium minus (R.Br.) Buchenau (1871).
- Damasonium polyspermum Coss. (1849).